# 博瓦尔 (芒什省)
博瓦尔（法語：Beauvoir，法語發音：[bovwaʁ] ⓘ）是法国芒什省的一个市镇，属于阿夫朗什区。

## 地理
博瓦尔（48°35'50"N, 1°30'17"W）面积14.29 平方千米，位于法国诺曼底大区芒什省，该省份为法国西北部沿海省份，西、北、东北三面环大西洋，东起顺时针与卡爾瓦多斯省、奧恩省、马耶讷省和伊勒-维莱讷省接壤。
与博瓦尔接壤的市镇（或旧市镇、城区）包括：勒蒙-圣米歇尔、库埃农河畔罗、圣乔治德格雷艾涅、蓬托尔松、蓬托尔松。

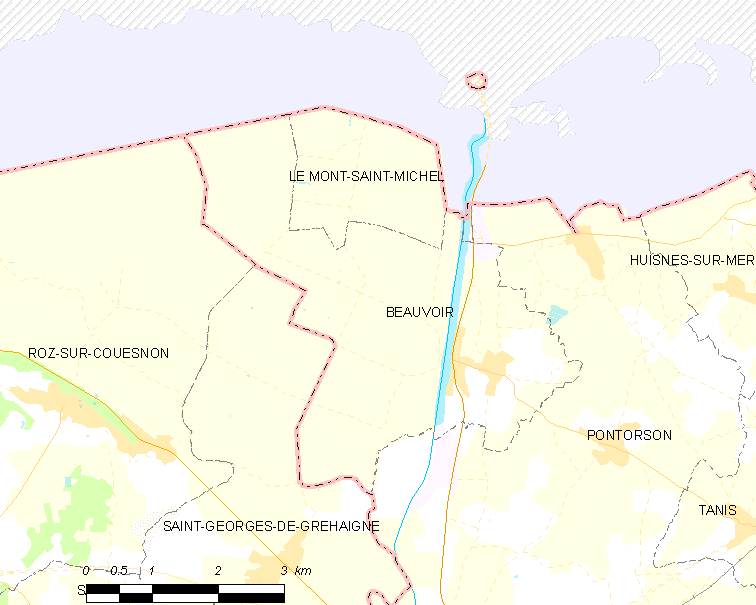
的OSM定位图

博瓦尔的时区为UTC+01:00、UTC+02:00（夏令时）。

## 行政
博瓦尔的邮政编码为50170，INSEE市镇编码为50042。

## 政治
博瓦尔所属的省级选区为蓬托尔松县。

## 人口

1962-2008年间人口变化图示

博瓦尔于2022年1月1日时的人口数量为435人。